# Ялич, Франц
Франц Ялич (нем. Franz Jalics, также Франсиско Халикс, исп. Francisco Jalics, при рождении Ференц Ялич, венг. Jálics Ferenc; 16 ноября 1927, Будапешт — 13 февраля 2021, там же) — католический священник-иезуит венгерского происхождения, автор книг о христианской духовности.

## Жизнь
Ференц Ялич родился в Будапеште во времена хортистской Венгрии и был одним из десяти детей в семье. Ещё в юном возрасте по настоянию отца он начал посещать школу для кадетов в Кёсеге.
Находясь в Германии во время Второй мировой войны, попал под бомбардировки и пережил важный духовный опыт, так что после войны, вернувшись в 1946 году в Венгрию, в 1947 году присоединился к ордену иезуитов. Перебравшись под Мюнхен в 1950 году, он изучал философию в Германии, а затем в Лёвенском католическом университете в Бельгии.
В 1956 году орден отправил его в Чили, а через год — в Буэнос-Айрес для продолжения занятий теологией. После рукоположения в римско-католические священники в 1959 году он остался в Аргентине, где позже стал профессором богословия и духовным наставником молодых иезуитов, включая Хорхе Марио Бергольо — будущего папу римского Франциска. Получив докторскую степень по богословию в 1966 году, преподавал в различных католических университетах Аргентины. Тогда же написал свои первые книги на испанском языке (он также писал на венгерском и немецком).
В 1974 году, движимый желанием следовать Евангелию и привлечь внимание к проблеме бедности, с разрешения архиепископа Хуана Карлоса Арамбуру и провинциала Хорхе Марио Бергольо, перебрался в одну из городских трущоб.
Пережив репрессии и пытки аргентинской военной диктатуры, покинул Южную Америку в 1977 году, переехал сначала в США, а затем в 1978 году в Грис в ФРГ, где составил «Созерцательные духовные путешествия». Он разработал особый метод христианской медитации (meditatio), сочетая элементы «Духовных упражнений» Игнатия Лойолы с Иисусовой молитвой. Последние годы жизни провёл в родном Будапеште, куда вернулся в 2017 году.

## Похищение
В 1976 году, когда Ялич продолжал заниматься социальной работой в бедном районе и преподавать в университете, в Аргентине произошёл ультраправый военный переворот. Установившийся режим развязал массовый террор против оппозиции, известный как «Грязная война». Его мишенями становились все заподозренные в левых взглядах, включая священнослужителей и верующих, близких к теологии освобождения.
Ялич и его коллега-иезуит Орландо Йорио были схвачены эскадроном смерти после того, как в руки хунты попала их сотрудница-мирянка — катехизаторка, присоединившаяся к левым партизанам. Обнаружив в документах Ялича, что он из Венгрии, военные сочли это аргументом в пользу того, что перед ними — «советский шпион». Похищенные, закованные в кандалы, удерживались в застенках режима в течение пяти месяцев. Позже оказалось, что из всех заключённых тогда 6 тысяч человек выжили только эти двое священников. О произошедшем был уведомлен находившийся в Риме генерал Ордена Иисуса Педро Аррупе. И Ялич, и Йорио покинули Орден иезуитов, но позже им было предложено вернуться: Ялич согласился, а Йорио — нет.
Поскольку в это время провинциалом аргентинских иезуитов был Хорхе Марио Бергольо (который станет папой Франциском в 2013 году) — многие обвиняли его в том, что он не оказал необходимой помощи братьям по ордену и, возможно, даже донёс на них властям. 15 апреля 2005 года правозащитники подали уголовное дело против кардинала Бергольо — тогдашнего архиепископа Буэнос-Айреса — как главы Общества Иисуса в Аргентине, обвиняя его причастности к похищению.
15 марта 2013 года о. Ялич сделал публичное заявление по случаю избрания папой своего бывшего подопечного и руководителя, принявшего в этой должности то же имя (Ференц по-венгерски означает Франциск). Он пожелал папе Франциску «изобильной благодати Божией для его служения» и заявил об отсутствии претензий к тому («Я примирился с тем, что было, и со своей стороны рассматриваю события как завершенные»). Он уточнил, что они снова встретились много лет спустя, вместе сослужили мессу и торжественно обнялись.

## В культуре
Фильм 2019 года «Два Папы» показывает разные стороны жизни Хорхе Бергольо. Роль Ялича сыграл Лисандро Фикс. Будущий папа вспоминает, как пытался отговорить и приказывал иезуитам прекратить их работу с бедными, а после похищения безуспешно требует их освобождения и корит себя за то, что не приложил всех усилий для помощи братьям-иезуитам. Затем следует сцена примирения между Бергольо и Яличем.